# Questione armena

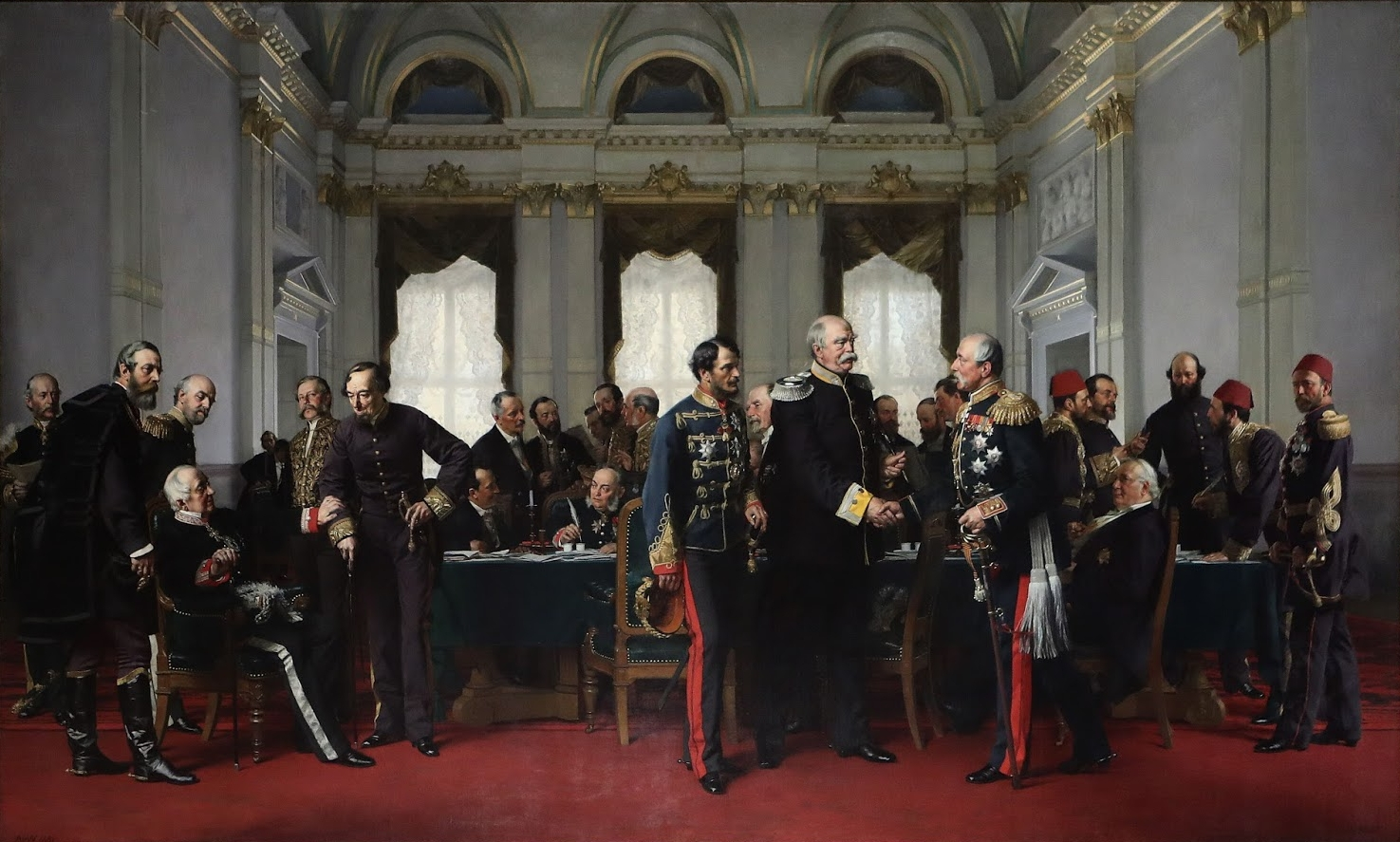
Immagine artistica del Congresso di Berlino

La questione armena è il dibattito scaturito dopo il Congresso di Berlino nel 1878 su come dovevano essere trattati gli armeni nell'Impero ottomano. Il termine è diventato in uso comune tra i circoli diplomatici e sulla stampa popolare. In termini specifici, la questione armena si riferisce alla protezione e alle libertà degli armeni dalle comunità vicine. La "questione armena" spiega i 40 anni di storia armeno-ottomana nel contesto della politica inglese, tedesca e russa tra il 1877 e il 1914. L'espressione "questione armena" è spesso usata anche in riferimento alla questione relativa al mancato riconoscimento da parte della Turchia degli eventi che riguardano il genocidio armeno (1915-1923).

## Antefatti
A partire dalla metà del XIX secolo, le Grandi potenze contestarono il trattamento riservato dall'Impero ottomano alle sue minoranze cristiane e fecero sempre più pressioni per far estendere gli stessi diritti a tutti i suoi cittadini. In seguito alla violenta repressione dei cristiani durante le rivolte in Bosnia, Bulgaria e Serbia nel 1875, le Grandi potenze invocarono il Trattato di Parigi del 1856, sostenendo che forniva l'autorità per il loro intervento al fine di proteggere le minoranze cristiane dell'Impero ottomano. Verso la fine degli anni '70 dell'800, i greci, insieme a molte altre nazioni cristiane nei Balcani, frustrati dalle loro condizioni, si liberarono, con l'aiuto delle Potenze, del dominio ottomano. Gli armeni, d'altra parte, ricevettero meno interesse e nessun sostegno. Il loro status durante quegli anni era relativamente fermo, e nell'Impero ottomano venivano chiamati millet-i sadıka o il "millet leale".
Nel 1827–28, lo zar Nicola I cercò l'aiuto dagli armeni persiani nella guerra russo-persiana, promettendo che in seguito avrebbe contribuito a migliorare le loro vite. Nel 1828, i russi dichiararono guerra alla Turchia. Nel 1828, la Russia annesse il Khanato di Erivan, il Khanato di Nakhichevan e le campagne circostanti con il Trattato di Turkmenchay. Dopo il Trattato di Turkmenchay, gli armeni che ancora vivevano sotto il dominio persiano furono incoraggiati a emigrare nell'Armenia russa (in 30000 seguirono la chiamata). La Russia annesse porzioni significative del territorio occupato dagli armeni. Nel censimento russo del 1897, furono contati 1127212 di armeni nelle terre russe:
- Governatorato di Erivan, 439926;
- Governatorato di Elisavetpol', 298790;
- Oblast' di Kars, 72967;
- Governatorato di Tiflis, 230379;
- Governatorato di Baku, 52770;
- Governatorato del Mar Nero, 6223;
- Oblast' del Daghestan, 1652;
- Governatorato di Kutaisi, 24505.

Per lo stesso periodo (nel 1896 secondo il geografo Vital Cuinet) vi erano 1095889 armeni nell'Impero ottomano:
- Vilayet di Adana, 97450;
- Vilayet di Aleppo, 37999;
- Vilayet di Ankara, 94298;
- Vilayet di Bitlis, 131300;
- Vilayet di Hüdavendigâr, 88991;
- Vilayet di Diyarbekir 67718;
- Vilayet di Erzurum, 134967;
- Vilayet di Aidin, 15105;
- İzmit, 48655;
- Vilayet di Kastamonu, 2647;
- Vilayet di Mamuret-ul-Aziz, 79128;
- Vilayet di Sivas, 170433;
- Vilayet di Trebisonda, 47200;
- Vilayet di Van, 79998.

Man mano che la Russia avanzava verso il suo confine meridionale, diventava sempre più coinvolta negli affari ottomani. La Russia fu determinante nell'ottenere l'indipendenza di Romania e Serbia. Inoltre la Russia e la vita russa attrassero gli armeni che furono istruiti e adottarono i modi russi. La Russia rappresentò per gli armeni anche una via verso l'Europa.

## Origine
La maggior parte degli armeni viveva nelle province confinanti con la Russia. Con il Trattato di Adrianopoli, l'Impero ottomano cedette Akhalkalaki e Akhaltsikhe alla Russia. Circa 25.000 armeni ottomani si trasferirono nell'Armenia russa, emigrando da altre aree dell'impero. Gli armeni iniziarono a guardare maggiormente all'Impero russo come il garante ultimo della loro sicurezza.
Molti armeni nelle province orientali dell'Impero ottomano, vivendo sotto la minaccia di violenze incontrollate e di depredazioni da parte dei popoli vicini, salutarono l'avanzata dell'esercito russo come liberatori. Nel gennaio 1878, il patriarca armeno di Costantinopoli Nerses II Varzhapetian si avvicinò alla leadership russa per ricevere assicurazioni che la Russia avrebbe introdotto disposizioni per l'autoamministrazione armena nel nuovo trattato di pace.
Nel marzo 1878, dopo la conclusione della guerra russo-turca (1877-1878), il patriarca armeno di Costantinopoli, Nerses II Varzhapetian (1874-1884) convinse i russi a inserire l'articolo 16 nel Trattato di Santo Stefano, stabilendo che le forze russe che occupavano le province popolate dagli armeni nell'Impero ottomano orientale si sarebbero ritirate solo con la piena attuazione delle riforme.
Anche se non così esplicito, l'articolo 16 del trattato di Santo Stefano recitava:
Nel giugno 1878, tuttavia, la Gran Bretagna si oppose al fatto che la Russia mantenesse così tanto territorio ottomano e fece pressioni affinché le Grandi potenze iniziassero nuovi negoziati sotto il Congresso di Berlino. L'articolo 16 fu modificato in modo che ogni menzione delle forze russe rimanenti nelle province fosse rimossa. Dall'altro lato, il governo ottomano doveva periodicamente informare le Grandi potenze del progresso delle riforme. Nel testo finale del Trattato di Berlino, l'articolo 16 venne trasformato nell'articolo 61, che recitava:
L'Assemblea nazionale armena e il patriarca Nerses Varzhapetian chiesero a Mkrtich Khrimian, suo predecessore sulla sede patriarcale e futuro Catholicos, di presentare il caso degli armeni a Berlino. Una delegazione armena guidata da Mkrtich Khrimian si recò quindi a Berlino per presentare il caso armeno ma, con suo grande sgomento, venne esclusa dai negoziati. Dopo i negoziati di Berlino, Mkrtich Khrimian tenne un famoso discorso patriottico consigliando agli armeni di prendere a modello il risveglio nazionale della Bulgaria (Liberazione della Bulgaria) per sperare all'autodeterminazione. Nella storiografia bulgara la Liberazione della Bulgaria indica gli eventi della guerra russo-turca del 1877-78 che portò al ristabilimento dello Stato sovrano bulgaro con la Pace di Santo Stefano.

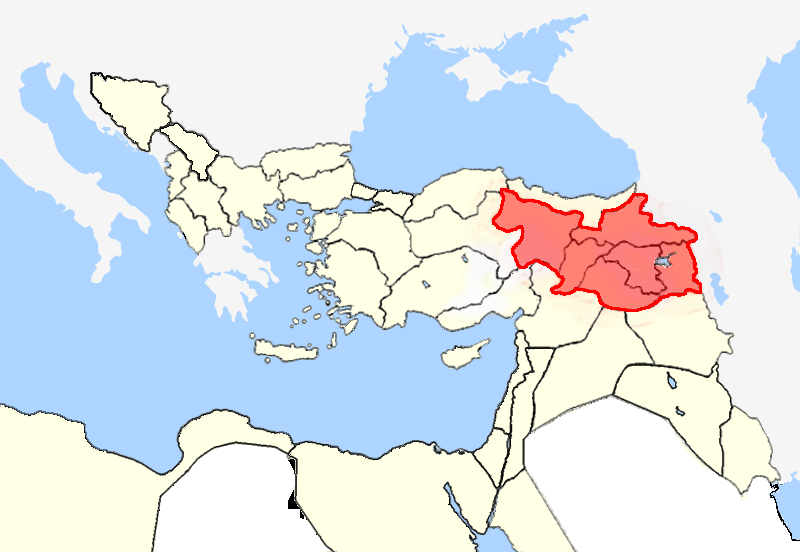
Le sei province armene dell'Impero Ottomano.

Nel 1880, gli armeni, incoraggiati soprattutto dal primo ministro Gladstone, affrontarono la questione armena con le parole: "Servire l'Armenia è servire la civiltà". L'11 giugno 1880, le Grandi Potenze inviarono alla Sublime Porta una "Nota Identica" che chiedeva l'applicazione dell'articolo 61. Essa fu seguita il 2 gennaio 1881 con una "Circolare britannica sull'Armenia" inviata alle altre potenze.

## Programma di riforme armene
Il programma di riforme armene dell'11 maggio 1895 definiva una serie di riforme che furono proposte dalle potenze europee.
Il diplomatico francese Victor Bérard scrisse:

## Pacchetto di riforme armene
Il pacchetto di riforme armene era un piano di riforme ideato dalle Potenze europee nel 1912-1914 che prevedeva la creazione di due province, da porre sotto la supervisione di due ispettori generali europei. Le riforme non furono realizzate. Data la mancanza di progressi visibili nel miglioramento della difficile situazione della comunità armena, un certo numero di disilusi intellettuali armeni che vivevano in Europa e in Russia negli anni 1880 e 1890 decisero di formare dei partiti politici e delle società rivoluzionarie per ottenere condizioni migliori per i loro compatrioti.

## Immagini dei massacri armeni

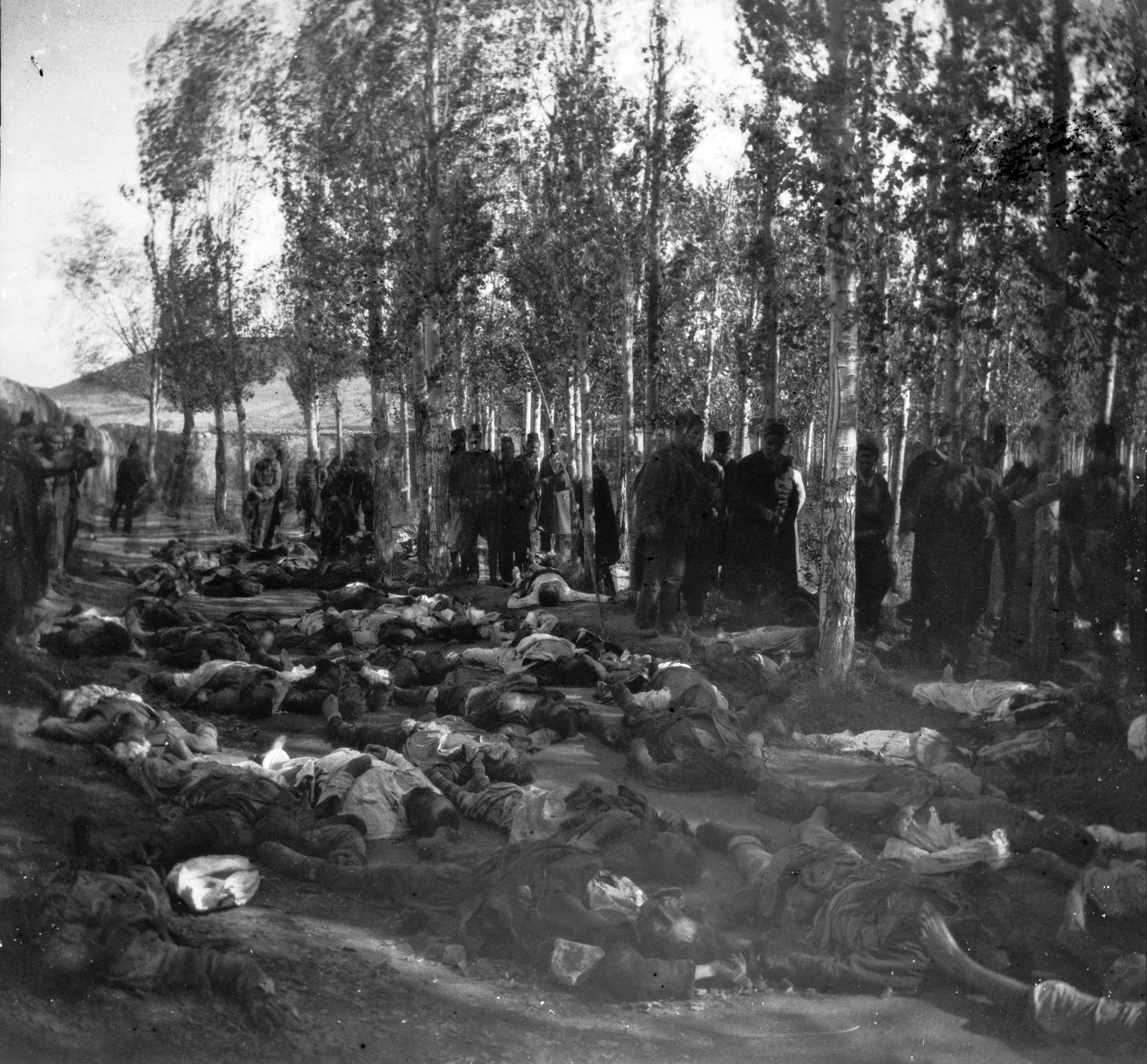
Massacri hamidiani, 1895
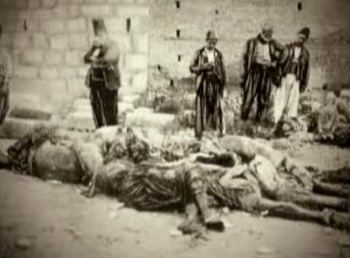
Massacri armeni ad Adana, 1909
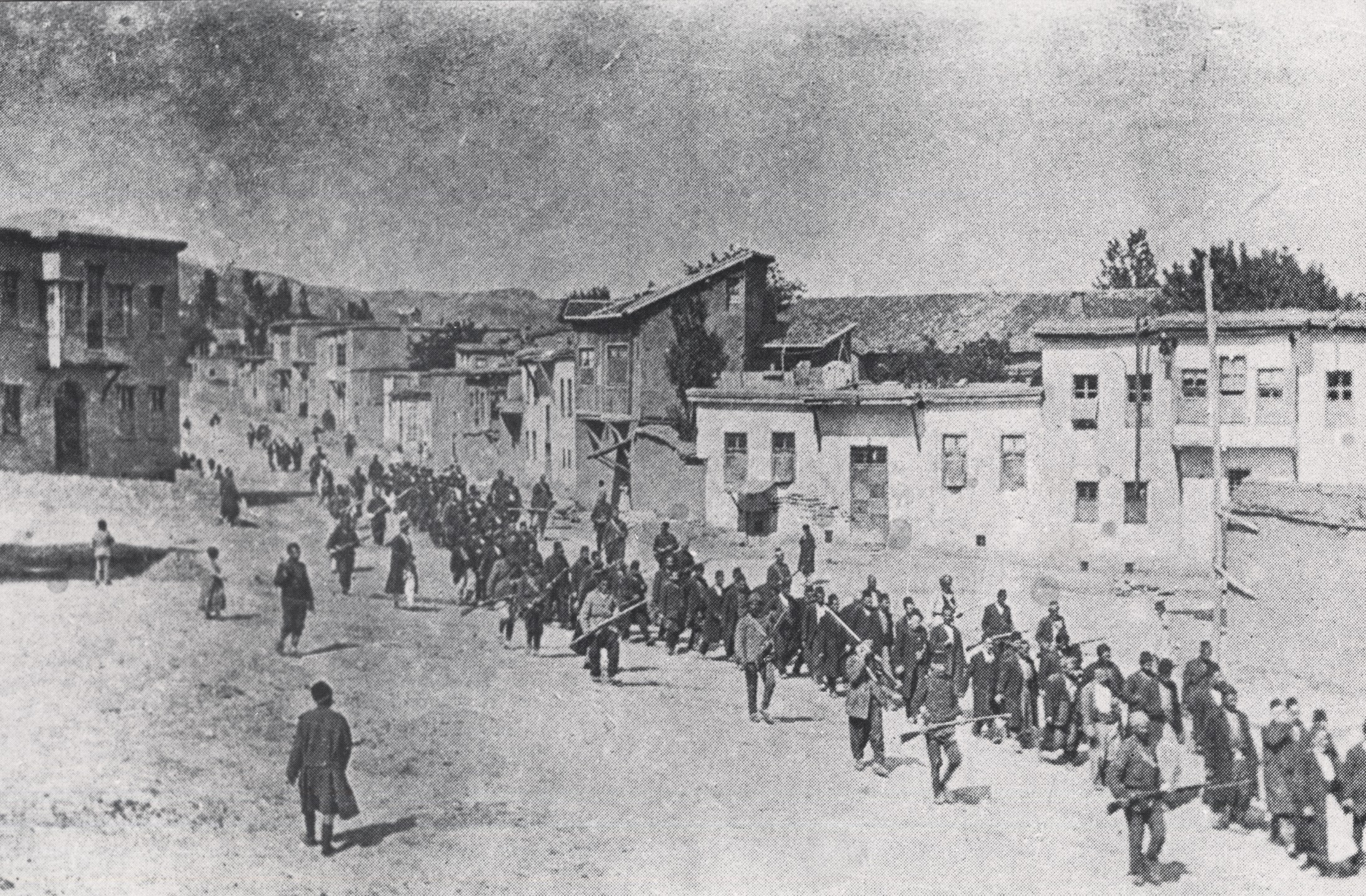
Genocidio degli armeni, Vilayet di Kharberd, 1915